# Bisdom Masvingo
Het bisdom Masvingo (Latijn: Dioecesis Masvingensis) is een rooms-katholiek bisdom met als zetel Masvingo, in Zimbabwe. Het bisdom is suffragaan aan het aartsbisdom Bulawayo. 

## Geschiedenis
Het bisdom werd opgericht op 9 februari 1999, uit delen van het bisdom Gweru. 

## Parochies
Het bisdom had in 2021 een oppervlakte van 70.000 km2 en telde 2.017.000 inwoners waarvan 12,2% rooms-katholiek was.

## Bisschoppen
- Michael Dixon Bhasera (9 februari 1999 - 19 juli 2022)
  - Robert Christopher Ndlovu (apostolisch administrator: 19 juli 2022 - 9 december 2023)
- Raymond Tapiwa Mupandasekwa (15 september 2023 - heden)